# كوني تورستينسون
كوني تورستينسون (بالسويدية: Conny Torstensson)‏ مواليد 28 أغسطس 1949 في السويد، هو لاعب كرة قدم سويدي سابق كان يلعب كلاعب وسط. سبق له أن لعب في كأس العالم لكرة القدم مع منتخب بلاده. لعب خلال مسيرته 204 مباريات سجل خلالها 38 هدفاً.

## المسيرة الاحترافية

### أندية لعب لها
- أتفدابيرجس
- بايرن ميونخ
- نادي زيورخ

## روابط خارجية
- كوني تورستينسون على موقع الاتحاد الدولي (مؤرشف)  (الإنجليزية)
- كوني تورستينسون على موقع الاتحاد الأوربي (الإنجليزية)
- كوني تورستينسون على موقع اتحاد السويد (السويدية)
- كوني تورستينسون على موقع قاعدة بيانات كرة القدم.إي يو (الإنجليزية)
- كوني تورستينسون على موقع بيانات كرة القدم. دي إي (الألمانية)
- كوني تورستينسون على موقع ناشيونال فوتبول تيمز (الإنجليزية)
- كوني تورستينسون على موقع عالم كرة القدم.نت (الإنجليزية)